# Alex Coke
Alex Coke  (* 13. November 1953 in Dallas, Texas) ist ein amerikanischer Jazzmusiker (Tenorsaxophon, Querflöten).

## Wirken
Coke absolvierte 1976 sein Bachelorstudium an der University of Colorado Boulder als Jazzinterpret. 1982 legte er das Rockjazz-Album New Visions vor. Er arbeitete mit Gerald Wilson, Charles Tolliver, James Polk und Jay Rozen. Mit Tina Marsh spielte er in der Leadbelly Legacy Band. 1992 zog er nach Amsterdam, da er seit 1990 Mitglied im Willem Breuker Kollektief war, mit dem er international auf Tour war und diverse Alben einspielte. Daneben arbeitete er im Trio von Henk de Jonge und mit dem Nedly Elstak verpflichteten Paradise Regained Orchestra. 2000 kehrte er nach Nordamerika zurück, gehörte aber zwischen 2011 und 2013 dem Orchester noch einmal an. 2002 legte er unter eigenem Namen das Album New Texas Swing vor, an dem neben Tina Marsh Arjen Gorter und John Betsch beteiligt waren. 2005 folgte Iraqnophobia: Wake Up, Dead Man und mit Rich Harney Soul Prayer. 2008 folgte mit Marsh und Steve Feld It’s Possible. Zu seinen verschiedenen Bands gehören New Visions, die Live Action Brass Band, ein Duo mit Paul Bollenback und das Post-Bop-Quintett The Worthy Constituents.
Coke ist auch mit dem John Jordan Trio, mit Dennis González, mit Bernard Hunnekink, dem Mysterious Quartet from Helsinki mit Chris Duarte und Rob Verdurmens Double Drummer Bill zu hören.